# Calochone redingii
Calochone redingii là một loài thực vật có hoa trong họ Thiến thảo. Loài này được (De Wild.) Keay mô tả khoa học đầu tiên năm 1958.